# Universidad de la Empresa
La Universidad de la Empresa (UDE) es una institución universitaria privada con sede en la calle Soriano 959, Montevideo, Uruguay.

## Orígenes
Comenzó a funcionar en 1992 como una Escuela de Negocios bajo el auspicio de la Asociación de Dirigentes de Marketing del Uruguay (ADM). En 1998 fue reconocida como Universidad.

## Estructura
Se subdivide en:
- Facultad de Ingeniería: Lic. en informática, Ing. en informática, Analista en ingeniería informática, Analista en informática
- Facultad de Ciencias Agrarias:Lic. en Gestión Agropecuaria, Técnico Agropecuario, Técnico Forestal, Técnico en Veterinaria, Ingeniero Agrónomo.
- Facultad de Ciencias Empresariales: Contador Público, Licenciatura en Administración, Marketing, Comercio Exterior, Recursos Humanos; Maestría y Doctorado en Administración
- Facultad de Ciencias Jurídicas: Abogacía, Notariado; Maestía en Relaciones Internacionales
- Facultad de Diseño y Comunicación: Diseño Aplicado, Diseño de Indumentaria, Técnico en Vestimenta, Técnico en Diseño de Interiores
- Facultad de Educación:Maestría y Doctorado en Educación
- Escuela de Desarrollo Empresarial: Habilidades Gerenciales, Dirección de Recursos Humanos, Comunicación y Relaciones Públicas, Dirección de Marketing
- Departamento de Posgrados: Maestría y Doctorado en Educación, Experto en Gestión Financiera, Doctorado en Administración de Empresas, Maestría en Derecho de las Relaciones Internacionales y la Integración en América Latina